# کاماچاری
کاماچاری (به پرتغالی: Camaçari) یک منطقهٔ مسکونی در برزیل است که در باهیا واقع شده‌است. کاماچاری ۷۸۴٫۶۵۸ کیلومتر مربع مساحت و ۳۰۴٬۳۰۲ نفر جمعیت دارد و ۳۶ متر بالاتر از سطح دریا واقع شده‌است.